# Музей-библиотека Н. Ф. Фёдорова
Музей-библиотека Н. Ф. Федорова создан в 1998 году на основе Музея-читальни Н. Ф. Федорова. Музей расположен в Москве, по адресу Профсоюзная улица, д. 92.
В 1993 году при Центральной библиотеке № 219 ЦБС «Черёмушки» был организован общественный Музей-читальня Н. Ф. Фёдорова. С 1993 по 1996 г. в Музее организовывались лекции, семинары, круглые столы, литературные, музыкальные вечера, художественные выставки, экскурсии. В 1998 году музей-читальня был преобразован в Музей-библиотеку Н. Ф. Федорова и стал структурным подразделением Центральной детской библиотеки № 124.
В книжном фонде библиотеки содержатся сочинения самого Фёдорова, философская и научная литература, связанная с историей русского космизма и деятельностью самой библиотеки.
При библиотеке работает постоянно действующий философский семинар, проводятся круглые столы и научные чтения. Совместно с Российской государственной библиотекой, ИМЛИ РАН, философским факультетом МГУ проводятся Международные научные чтения памяти Н. Ф. Фёдорова; подготовлено Собрание сочинений Фёдорова в четырёх томах. В 2010 году при поддержке ИМЛИ РАН и Литературного института имени А. М. Горького в Музее-библиотеке создана литературно-философская студия «Алетейя».
Идея сочетания музея с библиотекой принадлежит самому Н. Ф. Фёдорову.